# 1,1,1,2-tetrafluoroetà
L'1,1,1,2-tetrafluoroetà, anomenat simplement tetrafluoroetà, R134a o HFC-134a, és un gas refrigerant de fórmula CH₂FCF₃ utilitzat en sistemes de refrigeració. Com que no conté clor, no és tan perillós per a la capa d'ozó com altres gasos que sí que en tenen (com ara el diclorodifluorometà, que ja no s'utilitza) i té també un impacte menor sobre l'escalfament global.

## Característiques
Les característiques d'aquest fluid són:
1. No destrueix la capa d'ozó, aquest compost no conté clor, de manera que el seu potencial de dany de la capa d'ozó (ODP) és zero.
2. Presenta molt baixa toxicitat, la seva concentració és la mateixa que la de R22, (1000 ppm).
3. No mostra perill a la inflamació a l'aire, la polaritat inflamable és zero.
4. Manté sempre una capacitat alta d'estabilitat química i tèrmica.
5. La solubilitat en aigua és gairebé la mateixa que la de l'R22.

## Estat natural - Propietats
Aquest compost presenta un estat gasós incolor a una temperatura normal, igual que amb la pressió. Les pròpies característiques d'aquest gas mantenen un punt de fusió al qual el gas canvia d'estat, anul·lant així la seva naturalitat (-103,3 °C, −153,9 °F, 169,8 K).
L'1,1,1,2-Tetrafluoroetà també coneix el punt d'ebullició, però sense canviar d'estat, ja que presenta l'estat gasós com a natural i no canvia quan s'aplica la temperatura d'ebullició. El punt de temperatura que provoca l'ebullició d'aquest producte és de −26,3 °C (−15,3 °F; 246,8 K).

## Preparació del compost - Usos
La preparació d'aquest compost (1,1,1,2-Tetrafluoroetà) es sintetitza mitjançant processos químics específics que impliquen la fluoració d'altres compostos.
Aquesta producció de processos químics i fluoració de composts com el cas de l'1,1,1,2-Tetrafluoroetà permet alguns usos i habilitats d'aquest producte. És un gas no inflamable i, com s'ha mencionat anteriorment, és utilitzat principalment tant per a l'aire condicionat domèstic com per al dels automòbils.
Altres usos que pot incloure aquest producte poden ser per a l'expansió d'escuma plàstica, funciona com a solvent de neteja, propulsor per a la distribució de productes farmacèutics, per a extreure taps de suro i per a eliminar la humitat de llocs que presenten aire comprimit. A part de tot això, també s'utilitza per a la refrigeració d'ordinadors.

## Toxicitat i perills
Tot i tenir múltiples aplicacions per a la vida quotidiana i ajuda per a les activitats que podem dur a terme diàriament, també presenta un mínim de toxicitat que, si no s'usa de manera responsable pot provocar danys per a qui ho utilitza.

### Gasos comprimits
Aquest producte conté gasos a pressió en un recipient. Alguns poden explotar amb la calor. Ex: botelles que contenen: butà, oxigen, dihidrogen, acetilè, dinitrogen líquid, etc.